# Gare de Chabrières
Gare de Chabrières vasútállomás Franciaországban, Entrages településen.

## Vasútvonalak
Az állomást az alábbi vasútvonalak érintik:
- Nizza-Digne-vasútvonal

## Kapcsolódó állomások
A vasútállomáshoz az alábbi állomások vannak a legközelebb:
- Gare de Mézel - Châteauredon
- Gare de Chaudon-Norante